# 北村協一
北村 協一（きたむら きょういち、1931年（昭和6年）9月9日 - 2006年（平成18年）3月13日）は、日本の指揮者。オペラや合唱の分野で活躍した。

## 経歴
小倉市で3人きょうだいの末っ子（上に姉、兄がいる）として生まれ、生後間もなく大阪へと移り住んだ。少年時代に戦争が激化し、母の実家のある高知市に疎開し生活する 。その後大阪へ戻り、1950年（昭和25年）に関西学院大学経済学部に入学。在学中は関西学院グリークラブの学生指揮者に就任し、1953年（昭和28年）の第6回全日本合唱コンクール全国大会大学部門に同団を指揮して出場、優勝を果たす。
卒業後は福永陽一郎の誘いを受けて東京コラリアーズに歌手として入団し、後に指揮者として活躍。1960年（昭和35年）には藤原歌劇団に入団。藤原歌劇団退団後、1968年（昭和43年）からは二期会合唱団常任指揮者、1970年（昭和45年）には二期会合唱団専属指揮者となる。指揮法を森正、打楽器を今村征男に師事。
2006年3月13日、肺癌のため逝去。享年74。最後のステージは同年2月26日に行われた「第74回関西学院グリークラブリサイタル」における、関西学院高等部グリークラブ、関西学院グリークラブ、新月会の合同演奏で、多田武彦作曲の男声合唱組曲『雨』（厳密にはステージアンコールの「雨」〈『草野心平の詩から』より〉）。大勢の観客が見守る中での車椅子の指揮であった。

## 人物
関西学院大学を志望したのは、両親が熱心なクリスチャンであったこと、高知市に疎開していた時期に関学グリーが高知で開いた演奏会を聴いたことがきっかけである。学生指揮者に就任する際、それまでの指名制に代わって部員全員による信任投票によって選出された関学グリーにとって初めての学生指揮者である。
合唱では、特に黒人霊歌の指導と指揮に実績があった。多田武彦作品の大半を指揮し、作曲家本人も絶大な信頼を寄せていた。また、新作の初演や、歌曲、オペレッタ、ミュージカルなどの編曲を通して特に男声合唱や女声合唱のレパートリー拡大のために努めた（主要初演作品リスト、主要編曲作品リストを参照）。福永陽一郎とともに男声合唱団のために編纂した『グリークラブアルバム』（全3巻。北村が編纂したのは1と3）には彼がアレンジした曲が数曲含まれている。
指揮者と同時に、優れた教育者でもあり、沢山の優秀な弟子を輩出した。
神戸市混声合唱団首席指揮者、TOKYO FM少年合唱団首席指揮者、関西学院グリークラブ技術顧問、新月会会長、慶應義塾ワグネル・ソサィエティー男声合唱団客演指揮者、上智大学グリークラブ常任指揮者、立教大学グリークラブ指揮者、アラウンドシンガーズ音楽監督、日本指揮者協会会員、日本演奏連盟会員を務めると共に、多くの学生・一般合唱団の指揮・指導にあたった。また、彼の指揮による録音も多数行われた。

## 編著
- 『グリークラブアルバム』1（福永陽一郎との共編、1959年、カワイ楽譜）
- 『グリークラブアルバム』3（福永陽一郎との共編、1982年、カワイ出版）